# 劉子孟
劉子孟（りゅう しもう、大明3年（459年）- 泰始2年10月1日（466年10月25日））は、南朝宋の皇族。淮南王。孝武帝劉駿の十六男。字は孝光。

## 経歴
劉駿と楊婕妤のあいだの子として生まれた。大明7年（463年）8月、淮南王に封じられた。孝武帝は南豫州の淮南郡を廃止し、豫州の南梁郡を淮南国として子孟の封国とした。大明8年（464年）、前廃帝が即位すると、南梁郡と淮南郡が復活して、子孟は淮南王のまま淮南郡を食邑とした。景和元年（465年）、冠軍将軍・南琅邪彭城二郡太守に任じられた。
泰始2年（466年）、安成王に改封された。10月乙卯、明帝により死を賜った。

## 伝記資料
- 『宋書』巻80 列伝第40
- 『南史』巻14 列伝第4